# Centrophantes crosbyi
Centrophantes crosbyi là một loài nhện trong họ Linyphiidae.
Loài này thuộc chi Centrophantes. Centrophantes crosbyi được Jean-Louis Fage & Josef Kratochvíl miêu tả năm 1933.